# Maiores aglomerações urbanas de língua portuguesa
Esta é uma lista das 50 mais populosas aglomerações urbanas de língua portuguesa.

## Lista geral

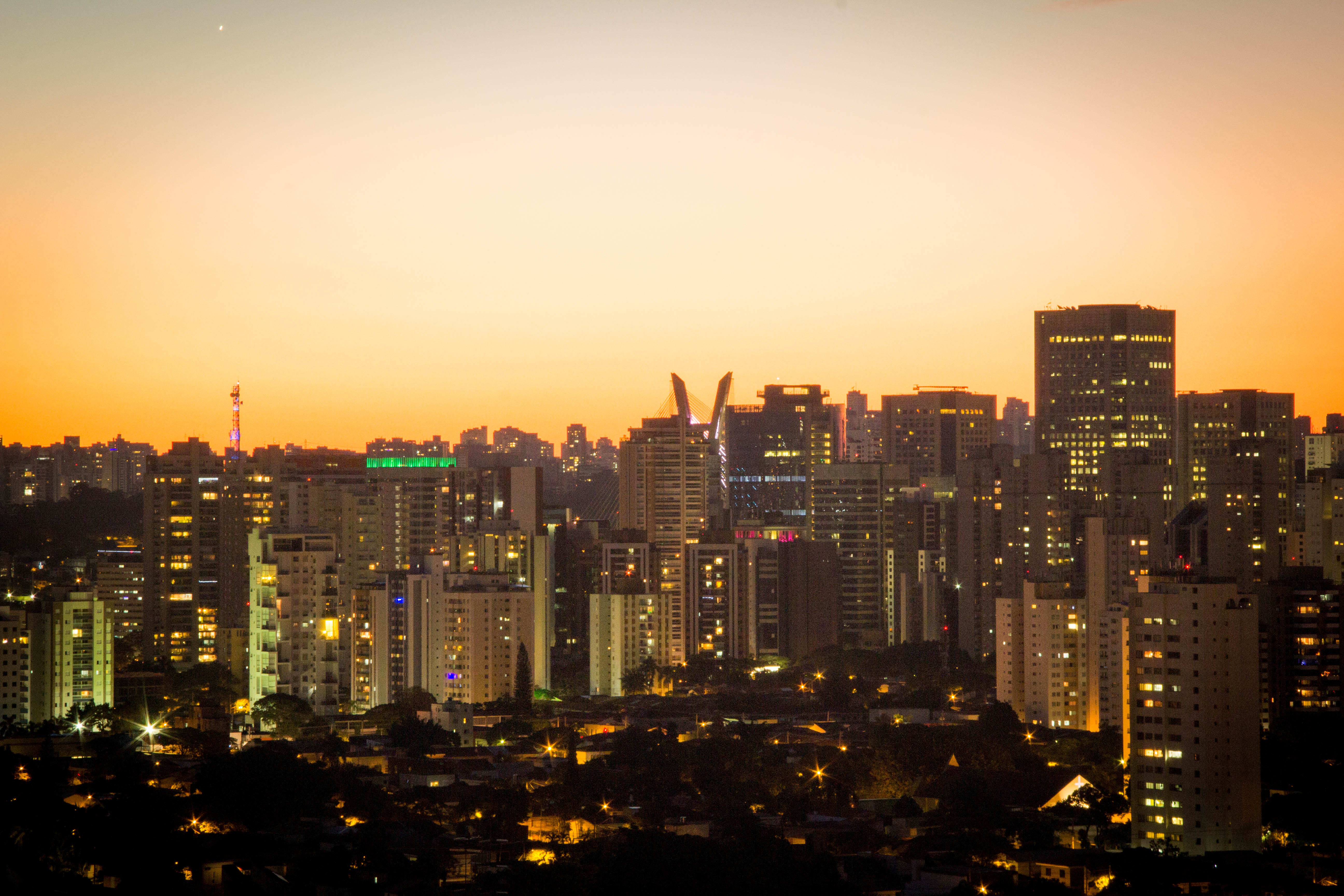
A cidade de São Paulo (1º na lista).

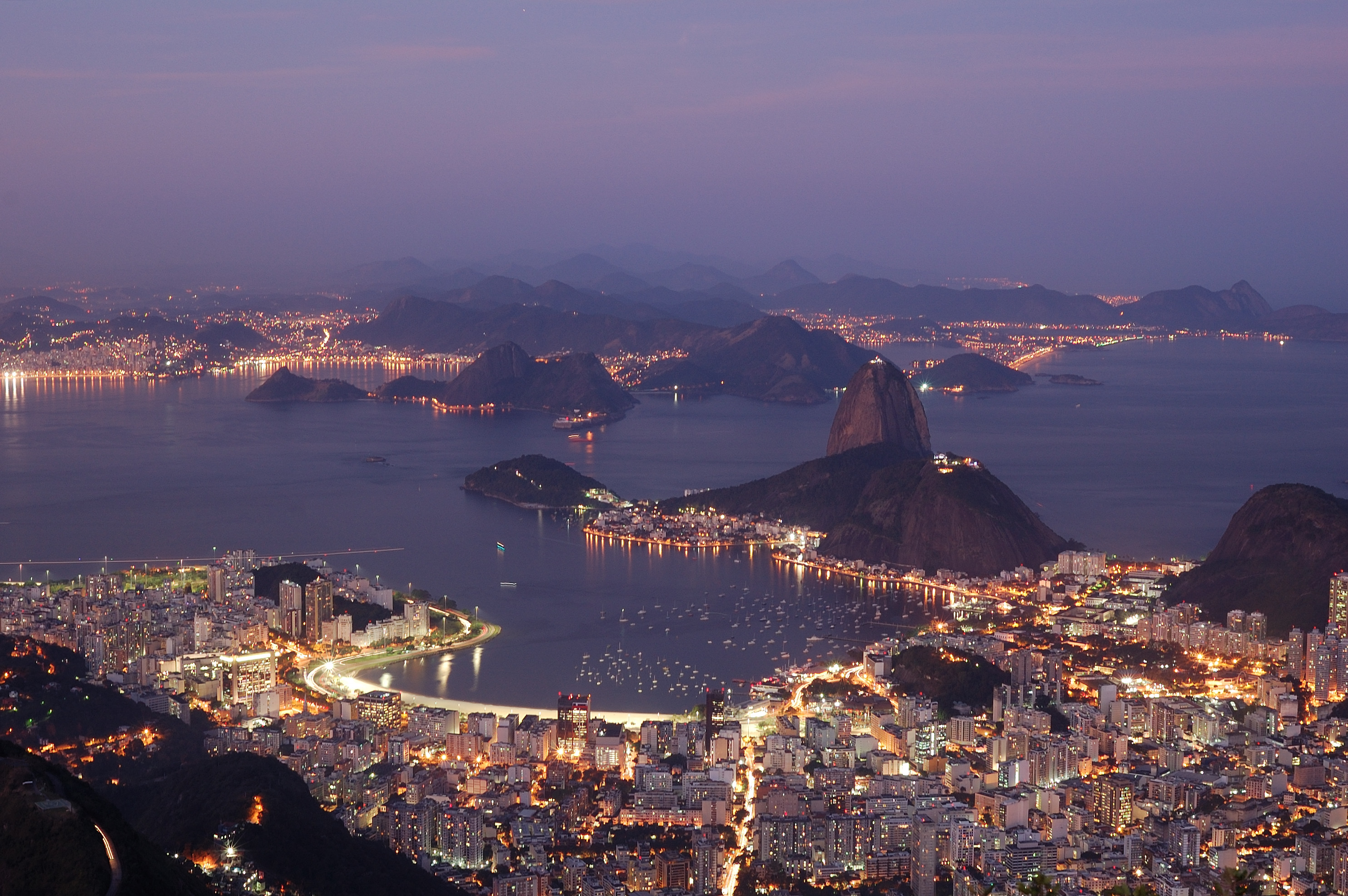
A cidade do Rio de Janeiro (2º na lista).

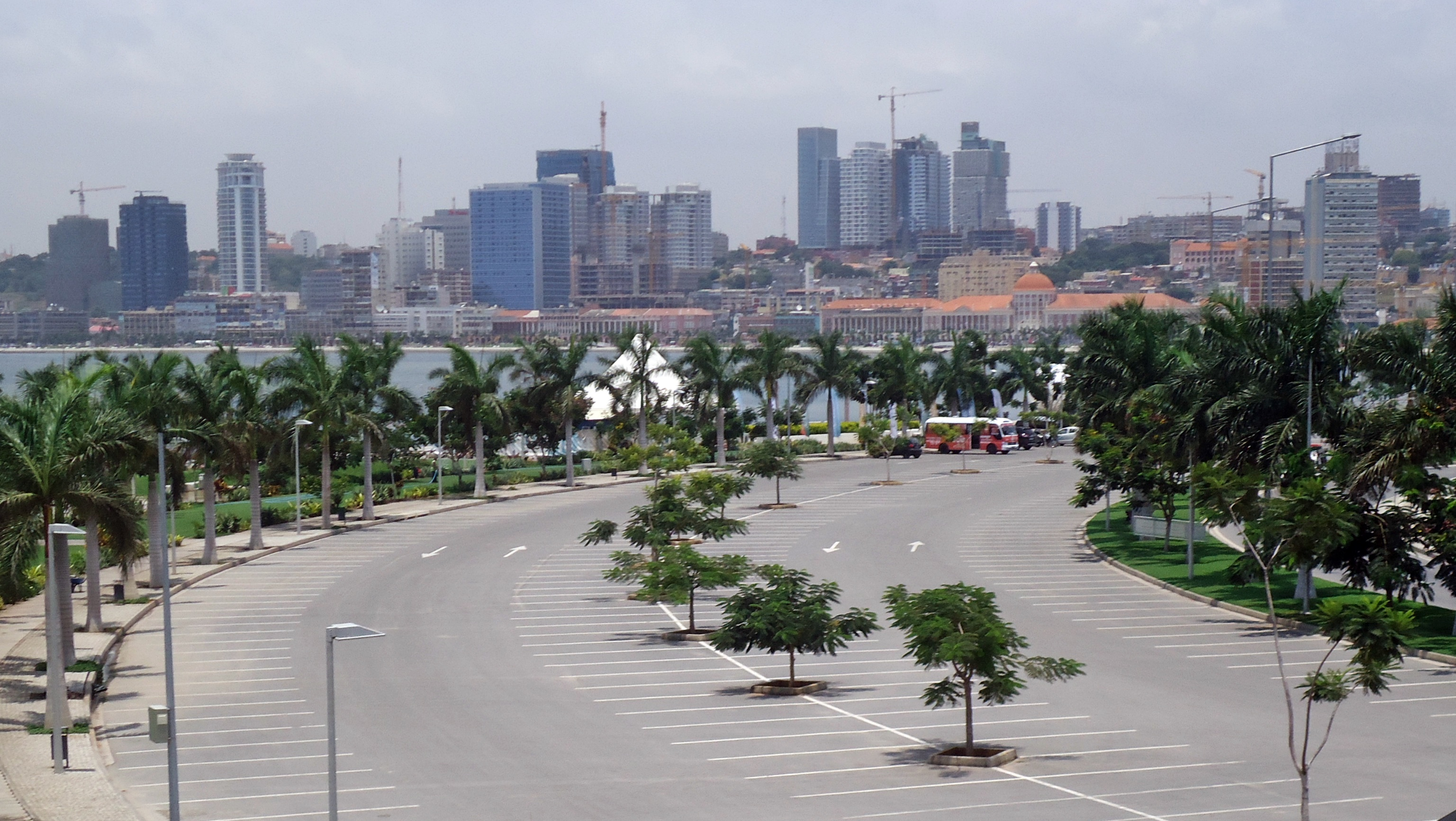
Luanda (3º na lista) é a capital e maior cidade de Angola.

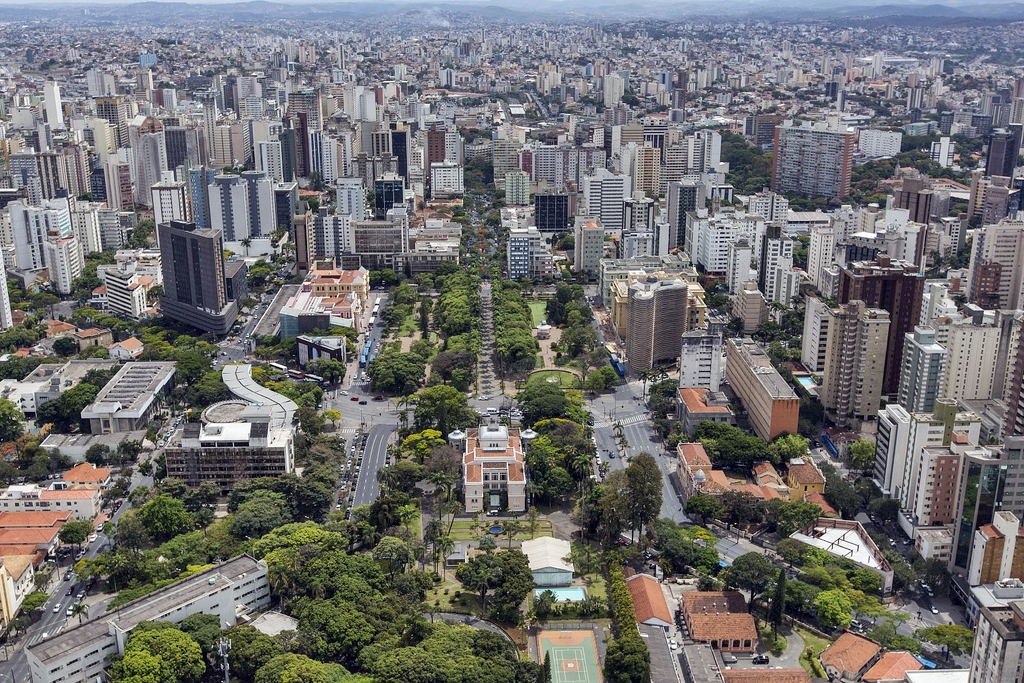
A capital mineira, Belo Horizonte (4º na lista).

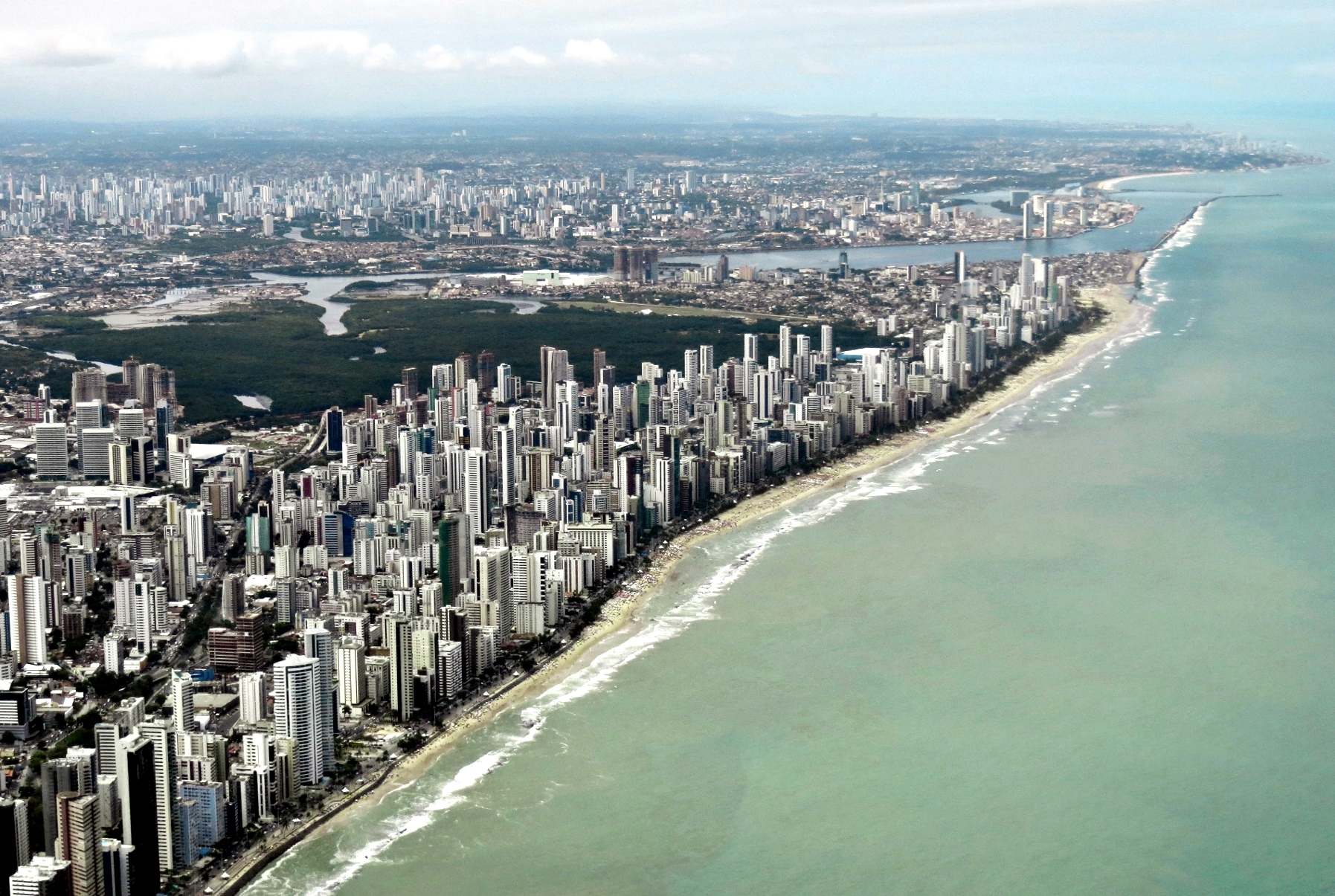
A cidade de Recife (5º na lista).

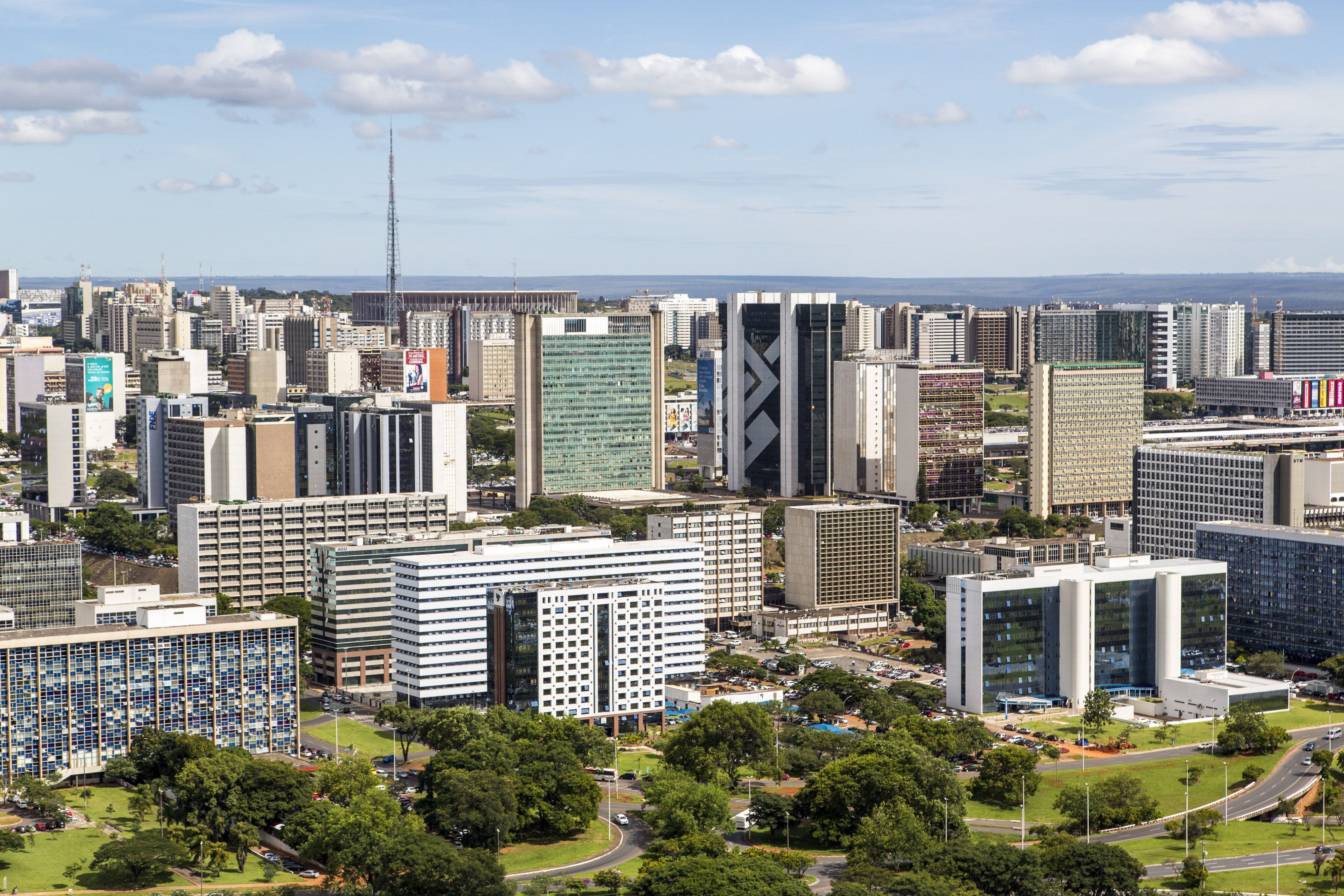
Brasília (6º na lista) é a capital do Brasil.

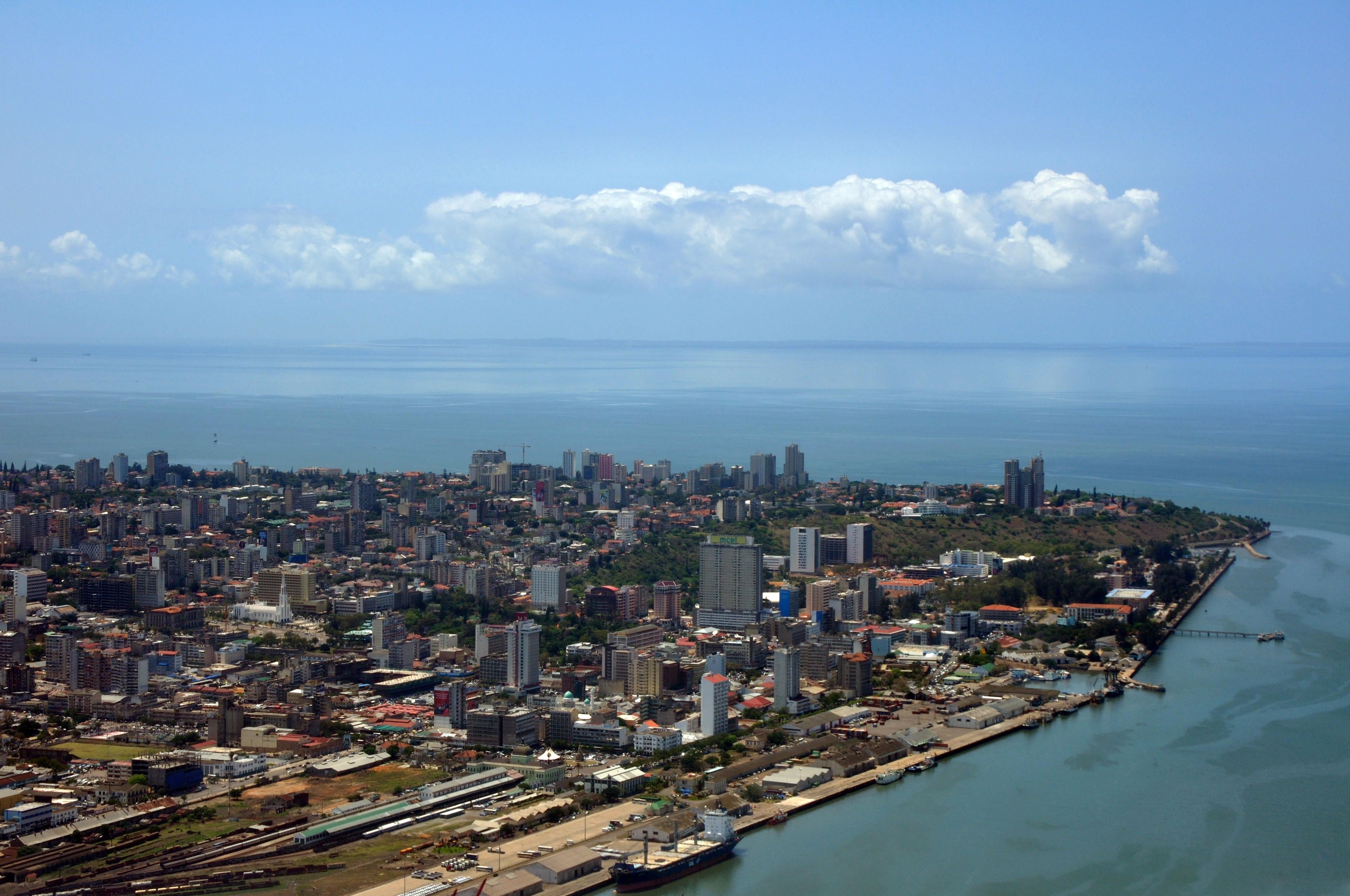
A área metropolitana de Maputo (11º na lista) inclui Matola, a maior cidade moçambicana.

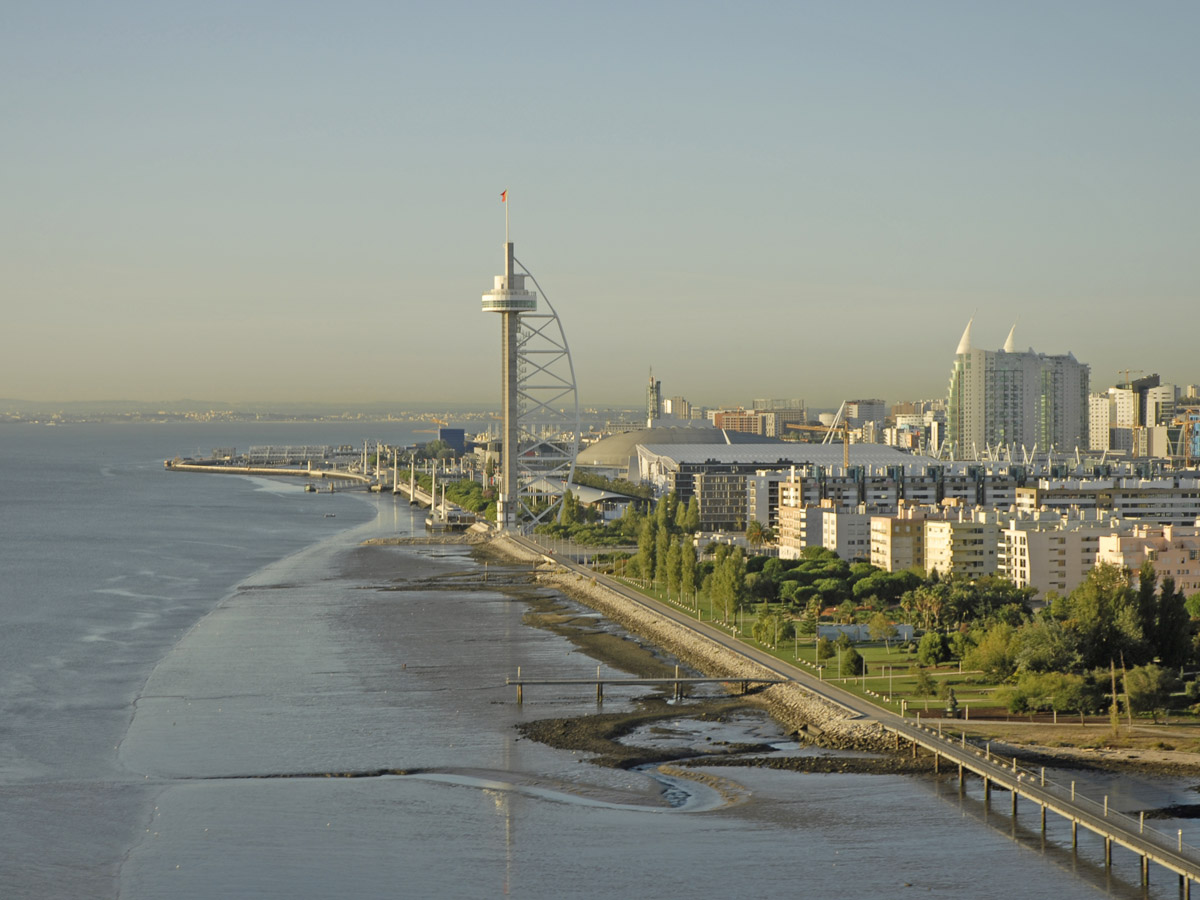
Lisboa (12º na lista) é a capital e maior cidade portuguesa.

O quadro abaixo apresenta as cinquenta cidades inseridas na lista de maiores aglomerações populosas de língua portuguesa no mundo.
| Posição | Grande concentração urbana | País       | População  | Municípios participantes |
| ------- | -------------------------- | ---------- | ---------- | ------------------------ |
| 1       | São Paulo                  | Brasil     | 21 518 955 | 36                       |
| 2       | Rio de Janeiro             | Brasil     | 12 936 629 | 21                       |
| 3       | Luanda                     | Angola     | 7 774 168  | 8                        |
| 4       | Belo Horizonte             | Brasil     | 5 997 565  | 23                       |
| 5       | Recife                     | Brasil     | 3 954 323  | 15                       |
| 6       | Brasília                   | Brasil     | 4 732 087  | 11                       |
| 7       | Porto Alegre               | Brasil     | 4 167 025  | 26                       |
| 8       | Salvador                   | Brasil     | 3 623 647  | 9                        |
| 9       | Fortaleza                  | Brasil     | 4 137 255  | 8                        |
| 10      | Curitiba                   | Brasil     | 3 697 928  | 18                       |
| 11      | Maputo                     | Moçambique | 3 158 465  | 12                       |
| 12      | Lisboa                     | Portugal   | 2 812 678  | 18                       |
| 13      | Goiânia                    | Brasil     | 2 724 808  | 12                       |
| 14      | Belém                      | Brasil     | 2 539 097  | 4                        |
| 15      | Manaus                     | Brasil     | 2 783 002  | 1                        |
| 16      | Campinas                   | Brasil     | 3 305 102  | 8                        |
| 17      | Vitória                    | Brasil     | 2 025 668  | 6                        |
| 18      | Porto                      | Portugal   | 1 836 512  | 17                       |
| 19      | Baixada Santista           | Brasil     | 1 862 976  | 7                        |
| 20      | Benguela-Lobito            | Angola     | 1 599 361  | 3                        |
| 21      | São José dos Campos        | Brasil     | 1 572 943  | 10                       |
| 22      | São Luís                   | Brasil     | 1 722 253  | 4                        |
| 23      | Natal                      | Brasil     | 1 607 422  | 5                        |
| 24      | Maceió                     | Brasil     | 1 347 703  | 9                        |
| 25      | João Pessoa                | Brasil     | 1 380 923  | 7                        |
| 26      | Huambo                     | Angola     | 1 153 327  | 1                        |
| 27      | Aracaju                    | Brasil     | 1 052 464  | 12                       |
| 28      | Teresina                   | Brasil     | 1 298 453  | 4                        |
| 29      | Florianópolis              | Brasil     | 1 021 465  | 10                       |
| 30      | Lubango                    | Angola     | 929 525    | 1                        |
| 31      | Sorocaba                   | Brasil     | 874 985    | 5                        |
| 32      | Campo Grande               | Brasil     | 874 210    | 1                        |
| 33      | Cuiabá                     | Brasil     | 864 131    | 2                        |
| 34      | Jundiaí                    | Brasil     | 790 304    | 7                        |
| 35      | Nampula                    | Moçambique | 743 125    | 1                        |
| 36      | Kuito                      | Angola     | 722 598    | 1                        |
| 37      | Londrina                   | Brasil     | 723 617    | 3                        |
| 38      | Beira                      | Moçambique | 721 283    | 2                        |
| 39      | Ribeirão Preto             | Brasil     | 694 534    | 1                        |
| 40      | Uberlândia                 | Brasil     | 683 247    | 1                        |
| 41      | Cabinda                    | Angola     | 664 539    | 1                        |
| 42      | Uíge                       | Angola     | 649 161    | 1                        |
| 43      | Macau                      | Macau      | 640 700    | 1                        |
| 44      | Malanje                    | Angola     | 629 370    | 1                        |
| 45      | Feira de Santana           | Brasil     | 609 913    | 1                        |
| 46      | Juiz de Fora               | Brasil     | 564 310    | 1                        |
| 47      | Joinville                  | Brasil     | 540 064    | 2                        |
| 48      | Porto Velho                | Brasil     | 539 779    | 2                        |
| 49      | Caxias do Sul              | Brasil     | 504 069    | 1                        |
| 50      | Campos dos Goytacazes      | Brasil     | 503 424    | 1                        |

### Galiza Vigo 299.726

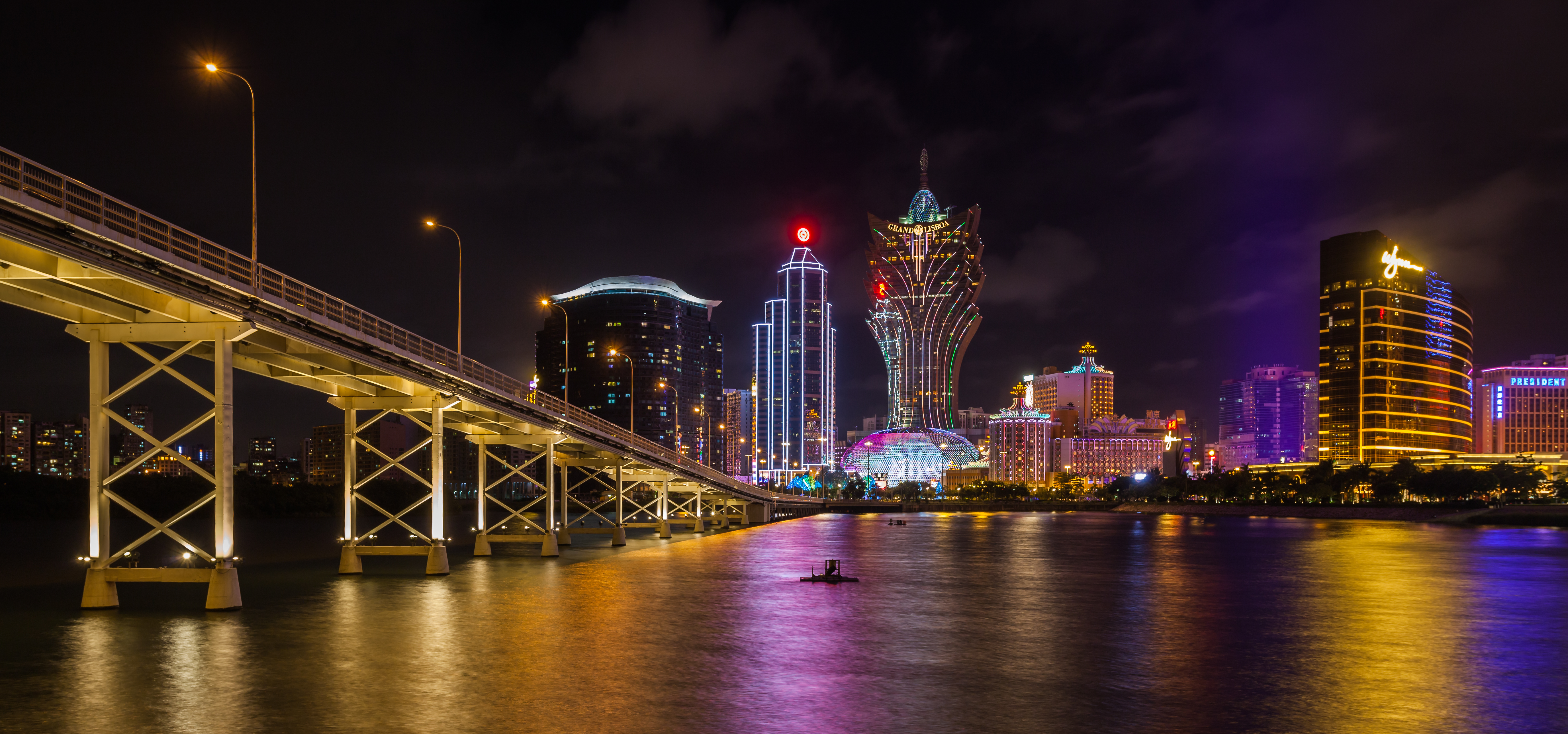
A Região Administrativa Especial de Macau (43º na lista).

Aglomerações urbanas importantes da Comunidade dos Países de Língua Portuguesa (CPLP) não presentes no ranking.
| País             | Cidade              | População |
| ---------------- | ------------------- | --------- |
| Guiné-Bissau     | Bissau              | 492 004   |
| Timor-Leste      | Díli                | 277 279   |
| Galiza           | Corunha             | 243 978   |
| Cabo Verde       | Praia               | 131 602   |
| Guiné Equatorial | San Antonio de Palé | 5 008     |

### Aglomeração transfronteiriça
Trata-se das aglomerações urbanas que se estendem por dois ou mais países.
| Principais cidades                                   | Países                      | População |
| ---------------------------------------------------- | --------------------------- | --------- |
| São Jorge do Oiapoque - Oiapoque                     | Guiana Francesa, Brasil     | 29 534    |
| Santana do Livramento - Rivera                       | Brasil, Uruguai             | 156 663   |
| Chuí - Chuy                                          | Brasil, Uruguai             | 16 310    |
| Corumbá - Puerto Suárez                              | Brasil, Bolívia             | 166 506   |
| Leticia - Tabatinga - Santa Rosa de Yavari           | Colômbia, Brasil, Peru      | 109 268   |
| Ponta Porã - Pedro Juan Caballero                    | Brasil, Paraguai            | 210 021   |
| Foz do Iguaçu - Ciudad del Este - Puerto Iguazú      | Brasil, Paraguai, Argentina | 850,000   |
| Bernardo de Irigoyen - Barracão - Dionísio Cerqueira | Argentina, Brasil           | 30 000    |
| Uruguaiana - Paso de los Libres                      | Brasil, Argentina           | 178 500   |
| Noqui - Matadi                                       | Angola, RD Congo            | 318 338   |
| Guajará-Mirim - Guayaramerín                         | Brasil, Bolívia             | 92 936    |

### Eurocidades de Portugal
São cidades que estendem-se além do território português.
- Elvas-Badajoz
- Chaves-Verin
- Valença-Tui
- Salvaterra de Minho-Monção
- Tomiño-Vila Nova de Cerveira